# Václav Leo Anderle
Václav Leo Anderle (25. srpna 1859 Krejcar u Chlumětína – 27. června 1944 Poděbrady) byl český akademický malíř, pedagog, publicista a lesník

## Život
Václav Leo Anderle se narodil v Krejcaru u Chlumětína v rodině mysliveckého adjunkta Josefa Anderleho. Studoval v Chrudimi a v Litomyšli na reálce, kde maturoval i z kreslení. Na přímluvu svého profesora z litomyšlské reálky, kterým byl ak.mal. L. Ferber odešel na Malířskou akademii do Vídně. Studium z vážných rodinných důvodů přerušil a vrátil se domů, kde nastoupil své první místo u lesního úřadu na velkostatku Rychmburk. Po tříleté praxi se vrátil do Vídně a dokončit studia na Malířské akademii. Po absolvování studia nastoupil na dobrovolnou jednoroční vojenskou službu. Po návratu z vojenské služby nastoupil na velkostatku v Rychmburku a Chotěšově jako nadlesní a lesní správce. Během této služby absolvoval zkoušku pro samostatné lesní hospodáře. Později působil v Chorvatském Krasu a v Lekeniku u Záhřebu. Následně se vrátil znovu do Rychmburku, odtud pak odešel do Výtoně v Pošumaví, a potom do Buchau am Federsee ve Wűrttembersku. Nakonec byl na vlastní žádost přeložen na Českomoravskou vysočinu, do polesí Bukovina u Krouny. V roce 1912 odešel do výslužby a přestěhoval se do Slatiňan, kde zastával funkci okresního lesního technika a zároveň učil coby docent lesnické nauky na c.k. české vyšší zemské hospodářské škole. V roce 1919 byl jmenován ministerstvem zemědělství správcem czerninského velkostatku ve Vrchlabí. Od roku 1920 vedl státní okresní lesní inspektorát pro východní Čechy v Hradci Králové. Následně až do roku 1933 vedl lesní hospodářství velkostatku Žireč. Po smrti manželky se přestěhoval k dceři do Raspenavy, odtud přesídlil do Borohrádku a nakonec se usadil v Poděbradech, kde 27. června 1944 zemřel.
Václav Leo Anderle byl vedle malíře Stanislava Lolka jedním z mála českých akademických malířů, kteří se věnovali malbě zvěře.

## Dílo

### Malířské
- Kresebné příspěvky do časopisů Paleček, Světozor, Zlatá Praha a do Humoristických listů.
- Obrazové přílohy k entomologickým příspěvkům.
- Stovky ilustrací z Přímoří a Posaviny
- Reklamní album pro světovou výstavu v Londýně, Paříži a v Bruselu pro bosenskou vládu
- Počátkem 20. století tvořil svá díla v Horním Švábsku
- Kolekce mysliveckých a lesnických pohlednic vydaných pražskými nakladateli Wiesner a J. Rozmara
- Ilustroval české myslivecké a lesnické časopisy např. Lovecké obzory, České lesnické rozhledy, Háj a mnoha dalších
- V letech 1905–1924 výtvarně spolupracoval a psal pod značkou Ade do čtyřdílného Hospodářského slovníku naučného dr. Františka Sitenského
- Navrhl a provedl diplomy hraběti Janu Harrachovi a různým lesnickým a loveckým spolkům
- Navrhl odznak Československé myslivecké jednoty
- Ve městě Buchau vytvořil a zanechal pro potřeby středních škol cyklus kreseb z města a jeho okolí a řadu obrazů místní lovné zvěře

### Literární

#### Články
- Císařský královský patent lesů a dříví ustanovení v království českém se týkající r. 1754
- Platy a právní poměry úřednictva v kníž. Thurn a Taxisských službách
- Rašeliniště a jich význam v průmyslu i zemědělství
- Význam luštěnin a hnojení na zeleno v hospodářství lesním
- Naše kunovité šelmy

#### Knižní publikace
- Soupis památek přírodních v župě královéhradecké

## Vyznamenání
- vyznamenání od německého císaře
- vyznamenání od wűrttemberského krále
- vyznamenání od řezenského knížete Thurn-Taxise
- vyznamenání od Jana Harracha
- vyznamenání ředitelství reálných a měšťanských škol města Buchau
- vyznamenání Jednoty českých lesníků zemí koruny české
- vyznamenání České myslivecké jednoty
- Dianina medaile s dubovou ratolestí od jury vídeňské první mezinárodní lovecké výstavy rok 1910
- zlatou jehlici s monogramem W a královskou korunou Wűrttemberského král Vilém II.
- briliantová garnitura knížete Alberta Thurn-Taxise

## Výstavy
- 1928 Hradec Králové

## Galerie

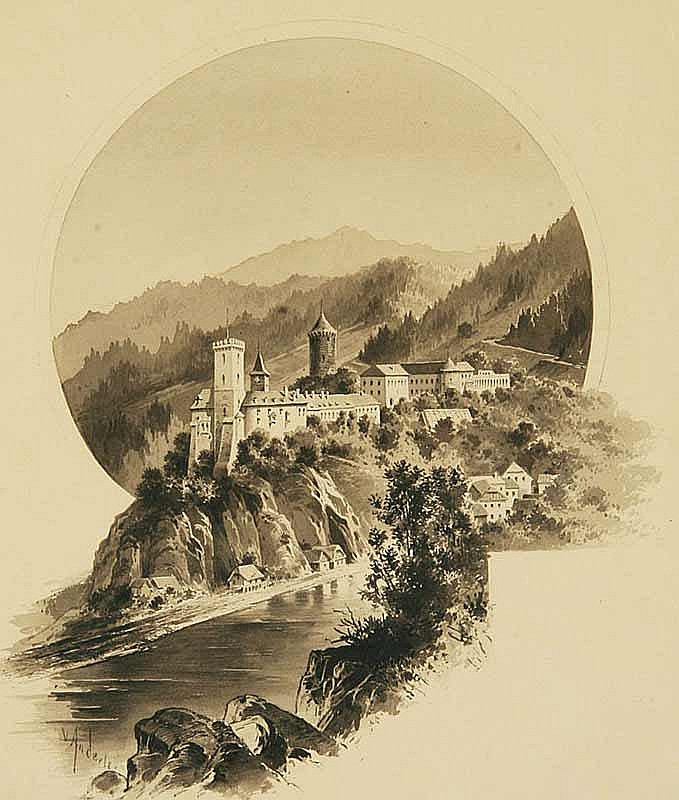
alpská scenérie s hradem
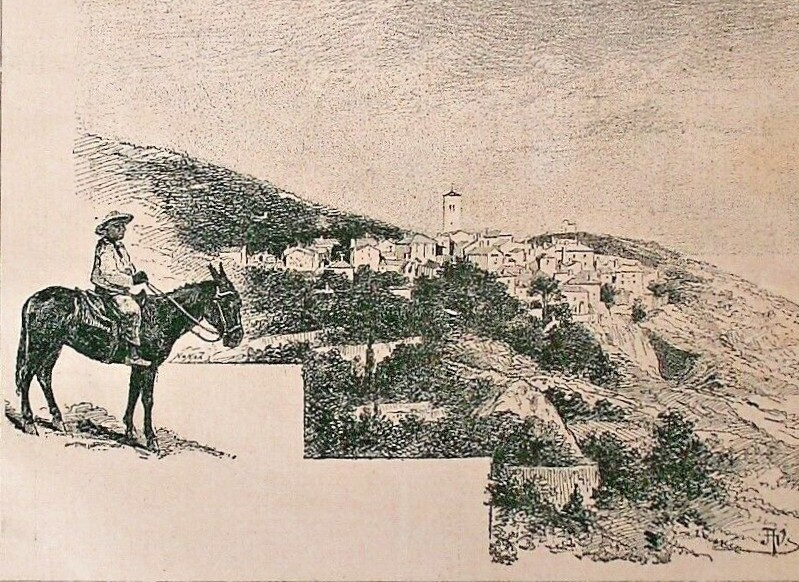
Berseš (rytina)
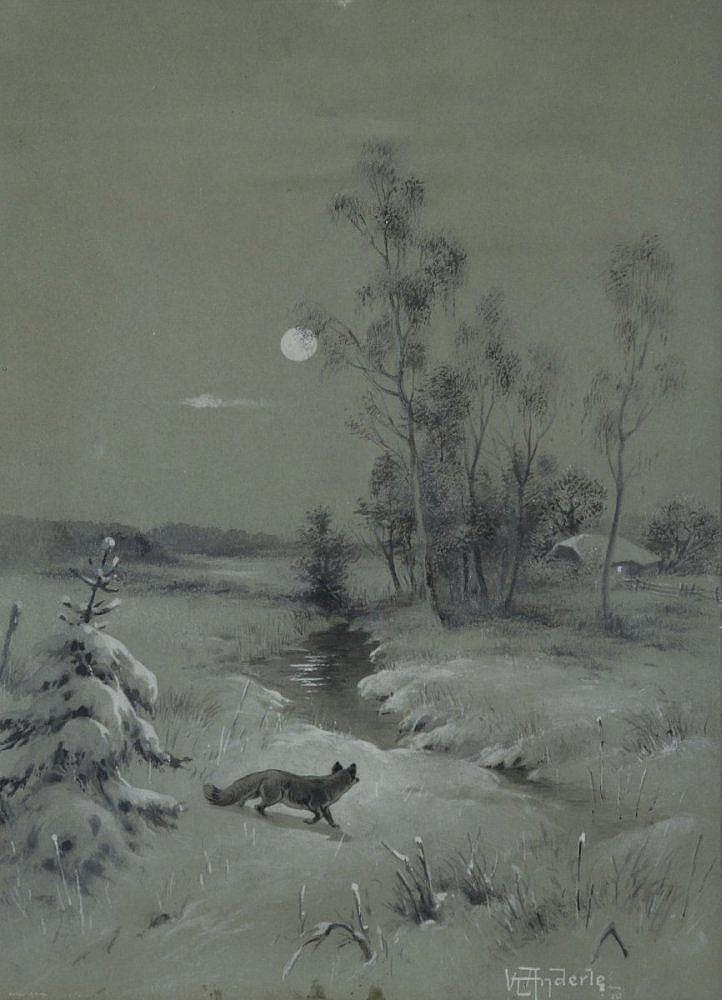
Liška v noční krajině (kvaš na papíře) datováno 1910
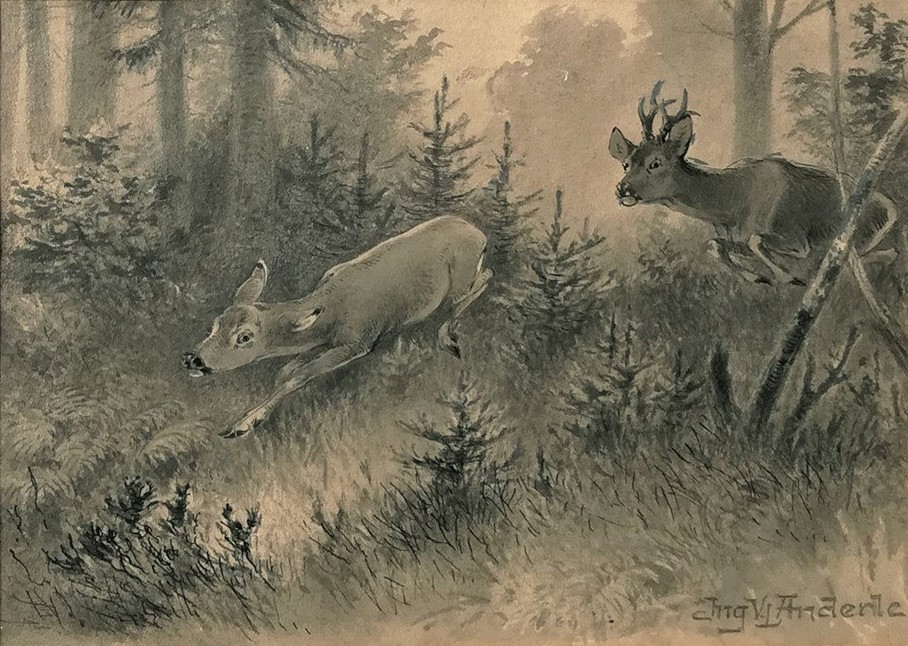
Srnec a laň (Lavírovaná kresba)